# Wayne Douglas Stetina
Wayne Douglas Stetina (Cleveland, Ohio, 4 december 1953) is een voormalig Amerikaans wielrenner. Hij is de broer van oud-wielrenner Dale Stetina en de oom van wielrenner Peter Stetina, die anno 2010 uitkomt voor Garmin-Transitions.
Stetina nam meerdere malen deel aan de Amerikaanse kampioenschappen, zowel bij de amateurs als bij de elite. In 1972 voor het eerst, hij werd toen tweede bij de amateurs. In 1975 werd hij eerste bij de elite in de individuele tijdrit (ITT). Het jaar erop, in 1976 werd hij ook eerste bij de amateurs, in de wegwedstrijd, dit herhaalde hij in 1977. In 1980 deed hij mee aan de wegwedstrijd bij de amateurs en de ITT bij de elite. Hij wist de ITT te winnen en werd bij de amateurs tweede. In 1985 won hij zijn laatste kampioenschap, hij werd eerste bij de amateurs.
Stetina deed tweemaal mee aan de Olympische Spelen; in 1972 (München) en in 1976 (Montreal), beide keren op de ploegentijdrit. In 1972 werd hij 15e en in 1976 19e.
Wayne Douglas Stetina heeft nooit voor een professionele ploeg gereden.

## Erelijst
1972
- 2e in Amerikaanse Nationale Kampioenschappen op de weg (Amateurs)

1975
- 1e in Amerikaanse Nationale Kampioenschappen op de weg, Individuele tijdrit (Elite)
- 1e in Fitchburg Longsjo Classic

1976
- 1e in Amerikaanse Nationale Kampioenschappen op de weg (Amateurs)

1977
- 1e in Amerikaanse Nationale Kampioenschappen op de weg (Amateurs)
- 1e in Coors Classic
- 1e in Fitchburg Longsjo Classic

1978
- 3e in Coors Classic
- 1e in Fitchburg Longsjo Classic

1979
- 3e in Coors Classic

1980
- 1e in Amerikaanse Nationale Kampioenschappen op de wegIndividuele tijdrit (Elite)
- 2e in Amerikaanse Nationale Kampioenschappen op de weg (Amateurs)

1981
- 3e in Nevada City Classic

1985
- 1e in Amerikaanse Nationale Kampioenschappen op de weg (Amateurs)

## Grote rondes
Geen